# Bunchosia polystachya
Bunchosia polystachya är en tvåhjärtbladig växtart som först beskrevs av Gábor Gabriel Andreánszky, och fick sitt nu gällande namn av Dc.. Bunchosia polystachya ingår i släktet Bunchosia och familjen Malpighiaceae. Inga underarter finns listade i Catalogue of Life.